# チャック・シュルディナー
チャック・シュルディナー（Chuck Schuldiner、1967年5月13日 - 2001年12月13日）は、アメリカ合衆国ニューヨーク州生まれ、フロリダ州出身のヘヴィメタル・ミュージシャン（ボーカリスト、ギタリスト）。
1983年に結成されたデスメタル・バンド、デス (Death)のボーカリスト、ギタリスト、作曲家、作詞家として著名。また、プログレッシヴ・メタル・バンド、コントロール・ディナイド (Control Denied)等でもギタリスト、作曲家として活動した。シュルディナーは、しばしば「デスメタルの父」(The father of Death Metal)と呼ばれ、2002年1月5日のイギリスの音楽雑誌『ケラング!』の死亡記事では、「チャック・シュルディナーは、メタルの歴史の中で最も重要な人物の一人であった」 (原文:Chuck Schuldiner was one of the most significant figures in the history of metal.)と述べられていた。ただし、シュルディナー自身は、自身のデスメタルへの貢献については控え目な態度を示しており、「俺がデスメタルに関する名声を得るべきだとは思わないよ。俺はただバンドの一員で、デスはメタルバンドだと思う」 (原文: I don’t think I should take the credits for this death metal stuff. I'm just a guy from a band, and I think Death is a metal band.)と述べていた。シュルディナーは、2009年のジョエル・マクアイヴァーの本『The 100 Greatest Metal Guitarists』において10位にランキングされ、2004年3月の『ギター・ワールド』誌の「The 100 Greatest Metal Guitarists」においては20位にランキングされた。シュルディナーは、1987年にミューティレーション・ミュージック (Mutilation Music)を起業している。同社は、ブロードキャスト・ミュージックと提携していた。

## 略歴

### 生い立ち
チャック・シュルディナーは、1967年5月13日にアメリカ合衆国ニューヨーク州のロングアイランドで誕生した。出生名はチャールズ・マイケル・シュルディナー (Charles Michael Schuldiner)。父はオーストリア系ユダヤ人、母はアメリカ合衆国南部の出身でユダヤ教に改宗していた。両親は共に教師であった。1968年にシュルディナーの一家はフロリダ州に転居している。チャックは3人兄弟の末っ子で兄と姉がいた。
シュルディナーがギターを弾くようになったのは、9歳の時であった。7歳年上で16歳だったシュルディナーの兄が亡くなり、両親がシュルディナーの悲しみを癒そうとギターを買ったのがきっかけである。シュルディナーはクラシック音楽のレッスンを受けるようになるが、シュルディナーの大して好きでもない「メリーさんのひつじ」を教えるこのレッスンには1年も通うことはなかった。このため、シュルディナーは両親がガレージセールでエレクトリック・ギターを見つけて買い与えるまで、ギターを弾くことはほとんど無くなってしまっていた。エレクトリック・ギターを手にしたシュルディナーはすぐにそれに熱中するようになる。アンプを手に入れると、演奏、作曲などの練習をひたすら続けるようになる。シュルディナーは週末になるとガレージか彼の部屋でギターを弾いて過ごしていたが、その一方で平日はギターの演奏は3時間のセッションに制限されていた。シュルディナーが最初にギターを公の場で演奏したのは、十代前半である。
シュルディナーは元々アイアン・メイデンやキッス、ビリー・アイドル等に影響を受けていた。その中でも特に興味を持っていたのは、当時のヘヴィメタル・ムーヴメントであったNWOBHM (New Wave of British Heavy Metal)で、お気に入りのバンドとしてそのムーヴメントに属しているバンドを挙げている。またシュルディナーは、しばしばフランスのヘヴィメタル・バンド、Sortilègeをお気に入りのバンドとして挙げている。また、スレイヤー、ポゼスト、マーシフル・フェイト/キング・ダイアモンド、メタリカは、後にシュルディナーが率いるバンドに影響を与えた。シュルディナーのミュージシャンのキャリアの後期には、ウォッチタワーやクイーンズライクなどのプログレッシヴ・メタル・バンドからも影響を受けた。シュルディナーの公式ウェブサイトである「empty words」によれば、シュルディナーはカントリー・ミュージックとラップ以外の音楽を楽しんでいたとシュルディナーの母が証言している。またシュルディナーは、ラッシュ等のブリティッシュ・オルタナティヴ・ロックに加えて、ジャズやクラシック音楽も楽しんでいた。
シュルディナーは学校でよく演奏を行っていたが、勉学にうんざりし、遂にはドロップアウトしてしまう。しかし、後にこのドロップアウトを後悔していると述べている。またシュルディナーは、もし自分がミュージシャンになっていなかったら、獣医師やコックになりたかったと後に述べている。

### 音楽キャリア

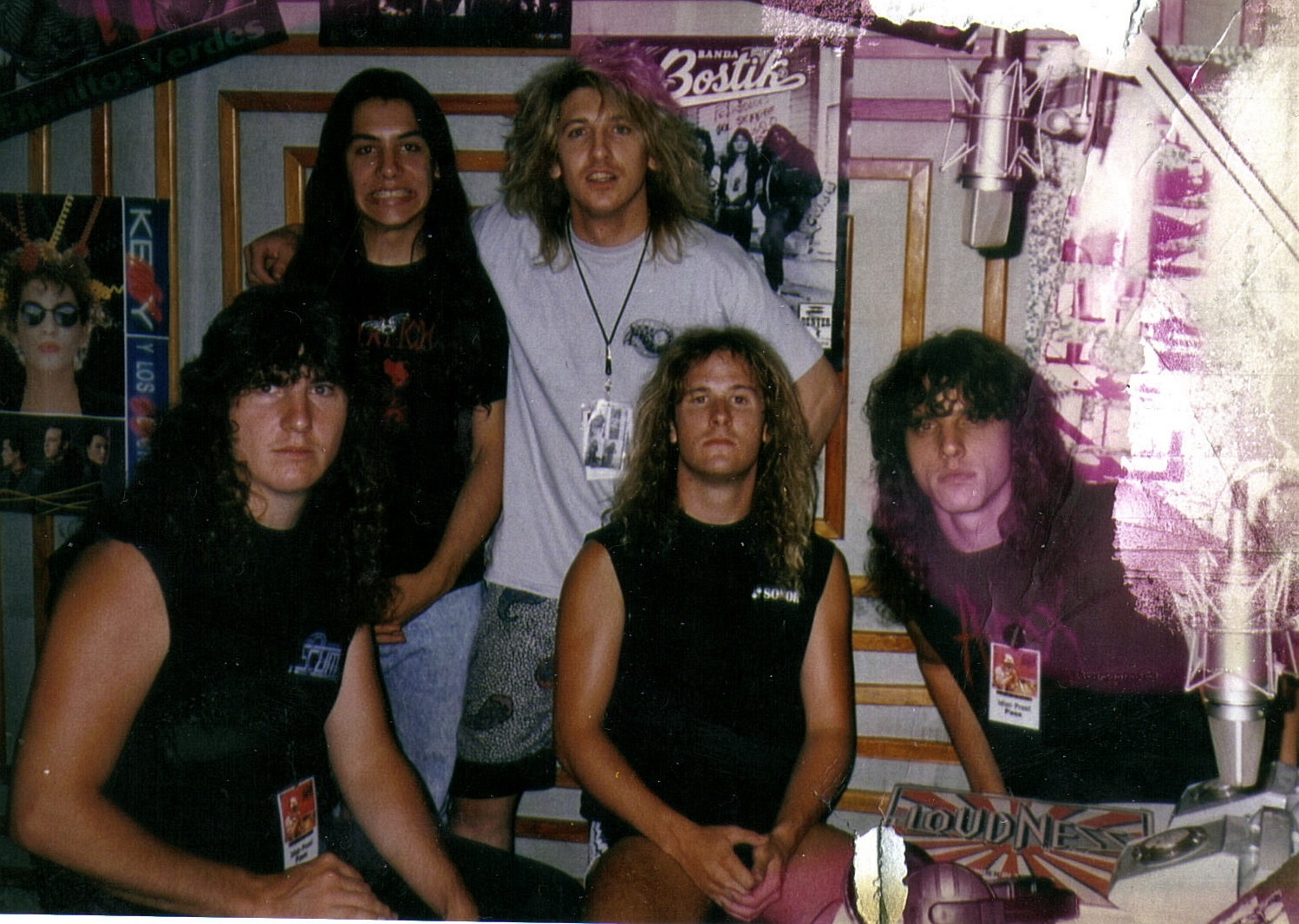
1989年のデスのメンバーとマネージャーのグライフ。右端がチャック・シュルディナー

1983年、16歳のシュルディナーはデスメタル・バンドのマンタス (Mantas)を結成する。オリジナル・メンバーはチャック・シュルディナー (ギター)、リック・ロズ (ギター)、キャム・リー (ドラム、ボーカル)の3名である。1984年にマンタスはデス (Death)にバンド名を変更している。1986年1月にシュルディナーはカナダのトロントに移住し、トロントのスラッシュメタル・バンド、スローターに加入する。しかし短期間でフロリダに戻り、デスでの活動を継続する。
デスは幾多のメンバーチェンジの後、1987年にシュルディナー (ギター、ベース、ボーカル)とクリス・レイファート (ドラム)の2人で、ファースト・アルバム『スクリーム・ブラッディ・ゴア』をコンバット・レコードからリリースしデビューした。1988年には、デスはシュルディナー (ボーカル、ギター)、リック・ロズ (ギター)、テリー・バトラー (ベース)、ビル・アンドリュース (ドラム)にメンバー・チェンジし、セカンド・アルバム『レプロシー』をリリースする。更に、リック・ロズに代わってジェームズ・マーフィーが加入し、1990年にサード・アルバム『スピリチュアル・ヒーリング』をリリース。このアルバムのリリース前に、シュルディナーはマネージャーであったエリック・グライフを解雇した。この解雇は、グライフがセパルトゥラのミニツアーのプロモーションのためにメキシコを訪れたことが原因であった。この解雇劇のため、『スピリチュアル・ヒーリング』のクレジットからグライフの名前はすべて削除された。この解雇に対して、グライフは契約不履行を理由にシュルディナーに対して法的手段に打って出た。結果的にシュルディナー側が弁護士を介して謝罪したことで決着した。結局、グライフは次のアルバムのレコーディング前に影響力の有るリリースを行うため再雇用された。後にシュルディナーは、『スピリチュアル・ヒーリング』のクレジットの変更を後悔しており、再発盤においてはクレジットを変更したいと考えていたと伝えられている。再発は複数回行われたものの、その希望が実現することなくグライフの名前が削除された後のジャケットが使用され続けた。結局、オリジナルの『スピリチュアル・ヒーリング』がリリースされてから22年後の2012年に再発されたリラプス・レコード盤において、ようやくクレジットが変更された。
また『スピリチュアル・ヒーリング』リリース後、シュルディナーはスタジオとライブ会場双方で活動するようなフルタイム・メンバーでデスの活動を行うことを止める。この原因は、これまで幾度となく発生したデスのギターとリズムセクションの交代が原因であった。このことは、メタル・コミュニティの中でシュルディナーに「完璧主義」という評判を与えることとなった。
デスを一躍有名にした4枚目のアルバム『ヒューマン』(1991年)では、よりテクニカルでプログレッシヴに進化した姿を示した。同アルバムでシュルディナーは、今までよりも更に卓越したギタースキルを披露している。この『ヒューマン』で示した音楽性は、この後のアルバム『インディヴィジュアル・ソート・パターンズ』 (1993年)、アルバム『シンボリック』 (1995年)、アルバム『サウンド・オブ・パーサヴィーランス』(1998年)へと受け継がれていく。シュルディナーは、キャリアを通して歌詞に物議を醸すようなテーマを採用することを恐れなかった。
シュルディナーは、プログレッシヴ・メタル・バンドのコントロール・ディナイドの活動のためにデスを活動休止する。活動休止後の1998年にデス名義でアルバム『サウンド・オブ・パーサヴィーランス』をリリースし、1999年にはコントロール・ディナイドのファースト・アルバム『ザ・フラジル・アート・オブ・エクジステンス』をリリースした。コントロール・ディナイドは、デスの『サウンド・オブ・パーサヴィーランス』に参加したミュージシャンがメンバーとなっていたが、ボーカリストのみメロディック・メタルのボーカリスト、ティム・エイマーが参加していた。これらの活動に加えてシュルディナーは、スラッシュメタル・スーパーグループのヴードゥーカルトに参加。ギターを担当し、ファースト・アルバム『ジーザス・キリング・マシーン』 (1994年)を発表した後、ヴードゥーカルトを離脱している。1995年には、ネイフォビア (Naphobia)のファースト・アルバム『Of Hell』の楽曲「As Ancients Evolve」にギターとボーカルでゲスト参加している。これは、当時のネイフォビアのベーシストがシュルディナーの友人であったため実現した。また、シュルディナーはデイヴ・グロールのサイド・プロジェクト、プロボットに、多数のゲスト・ミュージシャンの一人として参加するように依頼されていた。後に、グロール、ナパーム・デス、オジー・オズボーン、アンスラックスは、シュルディナーの医療費を調達するために尽力し、グロールに至ってはアルバム・クレジットにシュルディナーを含もうとしたとされる。
1998年、デスのアルバム『サウンド・オブ・パーサヴィーランス』のリリースに伴うツアー中に、シュルディナーは新しいヘヴィメタル・ジャンル、融合ジャンルとして確立されつつあったニューメタルを蔑視していることを認めた。シュルディナーは彼の音楽感について次のように述べている。「…メタル - メロディック。それは、ヒップホップや、上下に跳ねるジャンプ、だぶだぶのズボンのガラクタじゃない」。

### ボーカル・スタイル
デスの活動初期には、シュルディナーはボーカルではデスグロウル・スタイルを用いていた。キャリアを重ねるとともに、シュルディナーのボーカル・スタイルは『サウンド・オブ・パーサヴィーランス』まで徐々にピッチを上げていき、従来のスクリーム・スタイルを用いるようになった。彼のボーカル・スタイルは、多くのデスメタル・バンドに影響を与えた。

## 死

### 癌との闘い
1999年5月、シュルディナーは首の上部に痛みを感じるようになった。最初シュルディナーは神経が刺激されて痛みを感じているのだと考えていた。セラピスト/鍼師に続いてカイロプラクターに相談し、MRI検査を勧められた。そのアドヴァイスを受けて受検したMRI検査によって、その痛みが腫瘍によって引き起こされていたことが発覚した。1999年5月13日、シュルディナー32回目の誕生日に神経膠腫、脳幹に侵入する悪性の脳腫瘍と診断され、すぐに放射線療法が行われた。
1999年10月、シュルディナーの家族が、シュルディナーの腫瘍は治療によって縮小し、シュルディナー自身は快方に向かっていると公表した。2000年1月、シュルディナーは残りの腫瘍の摘出手術を受けた。同手術は成功した。しかしこの時、シュルディナー一家はこれらの治療費によって経済的に逼迫した状態に陥っていた。これらの治療にかかった費用は、およそ$70,000（約700万円強）であり、シュルディナーの家族にこの費用を捻出する余裕はなかった。そのため多くの募金、オークション、コンサートがその費用を助けるために開催された。シュルディナーの生命の危機が知れ渡ると、費用はメタル・コミュニティーから捻出されるようになったのである。しかし、治療費用が不足したためにシュルディナーの生命が一時危機に陥ったことから、メタル・コミュニティーとシュルディナーの家族は、ミュージシャンの社会保障について強い懸念を示した。
シュルディナーは音楽活動を再開し、彼のバンドであるコントロール・ディナイドも併せて活動を再開した。しかし、最初の癌診断から約2年後の2001年5月、脳腫瘍が再発しシュルディナーは再び入院することになった。早急に処置を行う必要があったにもかかわらず、シュルディナーは費用不足を理由に最初手術を拒否した。仲間のアーティストを含めた様々な人からの支援を求めプレスリリースが行われた。チャックの母であるジェーン・シュルディナーは、そのプレスリリースにおいて、アメリカの医療保険制度についての憤りを述べ、シュルディナー自身が保険金を得る事の難しさについて書かれていた。シュルディナーが最初の手術の後に加入した保険は、腫瘍が保険に入る前から存在していたと主張して、保険金の支払いを拒否していたのである。キッド・ロックやコーン、レッド・ホット・チリ・ペッパーズを含む多くのアーティストが、シュルディナーの医療費を捻出するために私物を出品したチャリティー・オークション実施した。このオークションは、2001年夏にMTVで集まって行われた。トリヴィアムのボーカリスト兼ギタリストのマシュー・キイチ・ヒーフィーは、シュルディナーが入院している間、ローカルバンドで活動し、チャリティー・ライブを行ったと述べている。シュルディナーは、治療のためにビンクリスチンを用いた化学療法を受けるようになった。他の抗癌剤と同様にシュルディナーは大幅に弱体化した。同年10月末から11月にかけては、肺炎にも罹患している。
2001年12月13日、午後4時（東部標準時）、シュルディナーは脳腫瘍によって死去した。34歳没。彼は火葬され埋葬された。MTVは、デスの現・元メンバーと共に、マイク・パットン、グレン・ベントン、キング・ダイアモンド、ヴィレ・ヴァロ、トレイ・アザトース、マックス・カヴァレラなど多くのアーティストが、彼の追悼式に出席する模様をレポートした。

### 遺産
シュルディナーの家族の支援を受けて、以前シュルディナーのマネージャーを務めたエリック・グライフが、President of Perseverance Holdings Ltd.の社長としてシュルディナーの遺産を管理するようになった。ジェーン・シュルディナーとベス・シュルディナーは、頻繁にシュルディナーのファンと対話し、彼らと音楽を楽しんでいることを何度も述べている。グライフは彼の記録を追うことができるように管理し、シュルディナーの知的財産の管理も行っている。ベス・シュルディナーの息子であるクリストファー・スティールはギターを弾き、シュルディナーのギターすべてを所有している。また2008年にB.C.リッチは、シュルディナーのシグネイチャーモデルであったステルスがカタログ入りし、注文することができるようになることを公表した。この製造に関する契約はスティールによって管理されている。
シュルディナーは、自宅と2匹の犬をオーランド周辺に所有していた。ガレージの中にスタジオが建設されており、そこで「Crystal Mountain」等の彼の楽曲がインスパイアされたという。またシュルディナーのホーム・オフィスはメタル・クルセイド・ニュースレターとファンクラブの事務所だった。
シュルディナーの死後、法廷闘争が始まった。コントロール・ディナイドのセカンド・アルバム『When Man and Machine Collide』が部分的に完成されており、その権利についての法廷闘争であった。このようなコントロール・ディナイドの未リリースのデモや、デスの初期のデモテープ、ライブ・レコーディングの音源は、オランダのハンマーハート・レコードから、『Zero Tolerance』というブートレグ・コンピレーション・アルバムとしてリリースされており、シュルディナーの家族とグライフはシュルディナーの財産の権利を主張した。この問題は2009年10月に決着し、2010年にリリースされる見込みであった。
トリビュート・コンサートが、シュルディナーの母、家族、または各国の様々なグループによって開催された。シュルディナーを目標の1人として挙げるCKYのフロントマン・デロン・ミラーは、過去のデスのギタリストであり下垂体腫瘍を患ったことのあるジェームズ・マーフィーと共に、トリビュート・アルバムを作成することを発案した。マーフィーは、シュルディナーの偉業を記念してトリビュート・アルバムのリリースを発表した。それが実際にリリースされることはなかったものの、シュルディナーの家族はそれをサポートした。シュルディナーの財産管理人である、エリック・グライフはシュルディナーの誕生日である2011年5月13日に、チャリティーのChuck Schuldiner Birthday Bashをカナダのカルガリーで開催した。同イベントには、シュルディナーの音楽を演奏するバンドが出演し、デスに参加していたギタリスト・ポール・マスヴィダルのスピーチも行われた。グライフは2012年5月13日に再びこのイベントを開催し、スペシャル・ゲストとしてマサカーが出演し、元デスのリック・ロズとテリー・バトラーも参加した。

### 書籍
2001年1月、イランのミュージシャンであるマーヤー・ディーンは、チャック・シュルディナーについての本『Death』をイランで出版した。その本には、翻訳されたバイリンガルの歌詞とバンドについての多くの記事が収録されている。この本は、emptywords.orgのサイト管理者によって、シュルディナーに送られた。シュルディナーは、「本を生き生きとさせるために彼が注いだ明白な仕事と献身に本当に感動し、非常に光栄に思います」と語った。この本の著者は、後にAngbandというバンドを結成した。

## 思想
シュルディナーは、「人生の恋人 (a lover of life)」「友情 (friendship)」「動物たち (animals)」という言葉で自分自身を説明した。また一度インタビューで、「もしできるなら、永遠に生き続けたいさ」と語った。彼はデスメタル・シーンにネガティヴな注目を集め、「制御不能」なアーティストに対して、公に遠慮なく意見を述べた。またシュルディナーは、動物や人間などに有害であったり、「反人生・反生命 (anti-life)」なメタル・ミュージシャンのステレオタイプを公然と非難し否定した。
死後の世界について尋ねられた際、シュルディナーは「俺に分からない」と述べたが、「それは地獄」であり、そしてそこには悪魔が住んでいると信じていると詳述した。彼の両親がユダヤ教徒であるにもかかわらず、シュルディナーはユダヤ教の正式な儀式を受けてはいなかった。ドキュメンタリー『666 At Calling Death』では、彼はサタニズムが彼の音楽の一部であるかを問われ以下のように答えた。
「まったく違います。私たちの音楽に宗教的なテーマは取り入れたくはありません。それはもっと個人的なことだと思います。ええ、私は悪魔主義者ではないので、私たちの音楽には絶対に入れません。目的はありません。バンドが最初に始まったとき、私は本当に若かった。私は個人的に悪魔の歌詞を書くことにはまったく夢中になれませんでした。私たちは血にまみれた歌詞を書きましたが、それは一種のほのぼのとしたホラー映画タイプのレベルのようなものでした。外に出て自分を傷つけるように人々を励ますことや、そのような愚かなことは何もありません。それは怖いものでありつつ、純粋なファンタジー映画タイプなのです。そして、私は本当の現実について書き始めました。それは私たち全員が対処しなければならないことだったのです」。
シュルディナーはデスのロゴをデザインし、彼の長いキャリアの中で様々なデザインが用いられた。1991年、アルバム『ヒューマン』リリース前に、シュルディナーは宗教的な意味合いを薄めるためにデスのロゴの「T」を逆十字から、より普通に「T」に見えるように変更した。

## 機材
シュルディナーが彼のキャリアの中で主に使用していたのは、B.C.リッチのステルス・モデルである。このモデルは2008年にB.C.リッチから「The Chuck Schuldiner Tribute Stealth」として正式に発売されるまで、B.C.リッチのカスタムショップでのみ手に入るモデルであった。このモデル以前には、B.C.リッチのモッキンバード・モデルを使用していた。多くのシュルディナーの音楽にはディマジオのX2Nピックアップがブリッジに用いられていた。1991年から1992年にかけて行われたツアー「the (In)Human Tour of the World」では、Axxtraという名前のウィスコンシン州の小さなカスタムギターショップと短期間エンドーズ契約していた。しかしながら、1991年9月にオーランドで撮影した「Lack of Comprehension」のビデオ撮影では、シュルディナーは頑なにB.C.リッチのギターを使うことを主張した。
彼はキャリアの終わりまで、マーシャルのValvestate (Model 8100)アンプ・ヘッドとValvestate 4x12スピーカー・キャビネットを使っていた。そして遂には1960年代のマーシャルのキャビネットも使用するようになった。これ以前には、シュルディナーは様々な機材を使用しており、この中にはRandall AmplifiersのRG100ESヘッドやキャビネットを使用していた。

## ディスコグラフィ

### デス
- 『スクリーム・ブラッディ・ゴア』 - Scream Bloody Gore (1987年、Combat)
- 『レプロシー』 - Leprosy (1988年、Combat)
- 『スピリチュアル・ヒーリング』 - Spiritual Healing (1990年、Combat)
- 『ヒューマン』 - Human (1991年、Relativity)
- 『インディヴィジュアル・ソート・パターンズ』 - Individual Thought Patterns (1993年、Relativity)
- 『シンボリック』 - Symbolic (1995年、Roadrunner)
- 『サウンド・オブ・パーサヴィーランス』 - The Sound of Perseverance (1998年、Nuclear Blast)

### ヴードゥーカルト
- 『ジーザス・キリング・マシーン』 - Jesus Killing Machine (1994年、Motor Music)

### コントロール・ディナイド
- 『ザ・フラジル・アート・オブ・エクジステンス』 - The Fragile Art of Existence (1999年、Nuclear Blast)